# Championship Gaming Series
Championship Gaming Series — международная киберспортивная Лига, существовавшая с 2007 по 2008 год. Лига базировалась в Соединённых Штатах, однако в ней также могли участвовать команды из других стран. Предшественником CGS был турнир Championship Gaming Invitational, проходивший в 2006 году, и представлявший собой телевизионное шоу с участием нескольких будущих игроков из CGS. Лига была основана в 2007 году, принадлежала и управлялась американским спутниковым гигантом DirecTV, совместно с британской телекоммуникационной компанией British Sky Broadcasting, а также азиатским ТВ-сервисом STAR TV. Всего было проведено два сезона: CGS 2007 и CGS 2008.

## Истории Лиги

### Появление
Хотя профессиональные турниры по видеоиграм уже проводились долгое время, организаторы видели необходимость расширения зрительской аудитории, в том числе с помощью регулярных телепередач. Например чемпионат World Series of Gaming транслировался на телеканале MTV в 2005 году, в рамках 30-минутного специального выпуска, однако по мнению зрителей качество трансляции оставляло желать лучшего.
Между тем, трансляции Мировой серии покера стали очень популярны на канале ESPN, и превратили Техасский холдем в зрелищный вид спорта. Под влиянием такого успеха, Дэвид Хилл, руководитель Fox Sports и DirecTV, который сам являлся заядлым геймером, предложил идею телепередачи, в основе которой будут лежать соревнования по видеоиграм. Для реализации проекта он связался с менеджером киберспортивной организации Team3D, Крейгом «Torbull» Левиным, который впоследствии сыграл ключевую роль в организации турнира.
Летом 2006 года, в рамках чемпионата Championship Gaming Invitational, на острове Трежер-Айленд в Сан-Франциско, был отснят пилотный эпизод. Он был представлен турниром по игре Counter-Strike 1.6, по результатам которого, команда CompLexity заняла первое место, за ними шли представители Team3D. Там также присутствовали профессиональные игроки из дисциплины Dead or Alive, вроде Эммануэля «Master» Родригеса, который впоследствии стал звездой лиги. Также это был первый и последний раз, когда матчи по Battlefield 2 были показаны на серии CGS. По слухам, первый Invitantional, увеличил рейтинги телеканала компании DirecTV The 101 на 400 % в то время. После первого пилотного эпизода был организован второй CGI в Лос-Анджелесе, звездой которого стала Ванесса Артеага — первая девушка, представленная в дисциплине Dead or Alive. Пилотный выпуск удался, рейтинги показали хорошие перспективы такого формата телепередачи, и было решено провести полноценный сезон со структурой в виде лиги в 2007 году.

### CGS Pro-Am
CGS Pro-Am дивизион давал возможность любителям играть против профессионалов, и побороться за призовой фонд в размере более $40,000. Первый сезон включал в себя турниры по Counter-Strike 1.6, Counter-Strike: Source, и Team Fortress 2. Вскоре, после окончания первого сезона CGS, компания DirecTV приняла решение урезать масштабы лиги, в том числе убрать этот дивизион.

### Сезон 2007
Первый сезон CGS состоял из шести франшиз, представлявших различные крупные города, расположенные на территории так называемого Региона 1 (США и Канада), а также, в общей сложности, более десяти франшиз от пяти других Регионов. Каждая франшиза состояла из десяти игроков: пять игроков Counter-Strike: Source, двух игроков Dead or Alive 4 (один мужчина и одна девушка), один представитель FIFA07, и двое Project Gotham Racing 3.Этот сезон был проведён в особняке Playboy в Лос-Анджелесе.
Первый матч был показан по телевидению на платном канале The 101, 9 июля 2007 года. Гранд-финалы среди команд первого Региона состоялись 30 июля 2007 года в Лос-Анджелесе. Представители франшизы Chicago Chimera победили игроков Carolina Core, набрав 22 очка (против 21 очка у CC), и стали первыми региональными чемпионами CGS. На всемирных финалах, в декабре, Chimera снова победили Core, и стали чемпионами мира, получив при этом главный приз $500,000.
Вышеупомянутые команды Team3D и Team CompLexity, участвовавшие в пилотном эпизоде, были расширены и преобразованы в две полноценные франшизы: New York 3D и Los Angeles Complexity.

### Сезон 2008
В 2008 году были добавлены две новые франшизы: Kuala Lumpur Taufan и Dubai Mirage. Структура франшиз осталась прежней, игроки с FIFA 2007 были переведены на FIFA 2008, а игроки Project Gotham Racing 3 переключились на Forza Motorsport 2. 16 июня 2008 года на телеканале The 101 начался показ второго сезона CGS.
На финалах Региона 1, Carolina Core победила Dallas Venom, обогнав их на одно очко, и стала североамериканским региональным чемпионом.
Сразу после североамериканских финалов, начиная с 14 июля 2008 года, стартовали мировые финалы. 28 июля, Birmingham Salvo разгромили San Francisco Optx, и стали чемпионами CGS 2008, а также первой командой не из Америки, которая смогла попасть в финал.
18 ноября 2008, на киберспортивном портал cadred.org, появилась информация что Championship Gaming Series прекращает свою деятельность, и, через час, появилось подтверждение об этом на официальном сайте организации. Причины закрытия CGS остаются неясными, но известно что вдохновитель проекта Дэвид Хилл покинул компанию DirecTV, после того как она была приобретена корпорацией Liberty Media, и больше не занимался телепрограммой канала The 101.

## Игры
В первом сезоне проводились соревнования по следующим играм:
- Counter-Strike: Source
- Dead or Alive 4
- FIFA 07
- Project Gotham Racing 3

Во втором сезоне проводились соревнования по следующим играм:
- Counter-Strike: Source
- Dead or Alive 4
- FIFA 08
- Forza Motorsport 2

## Структура
Перед началом сезона, CGS проводит отборочные в различных городах по всему миру. По результатам этих отборов, назначенные менеджеры встречаются с игроками и распределяют их для участия в лиге. Отборочные открыты для всех желающих. Менеджер выбирали отдельных игроков, но в случае с Counter-Strike было разрешено подписывать полноценную команду из пяти человек, так как взаимодействие внутри коллектива очень важно в этой соревновательной игре.
В 2008 году франшизы могли оставить себе составы по двум дисциплинам, все остальные становились свободными агентами, и могли идти в любую другую команду.
CGS выделялся среди других турниров большими призовыми, а также тем что игрокам, в соответствии с контрактом, выплачивалась зарплата.
Список игр дисциплин, представленных на турнире, показывает что CGS ориентировались не столько на соревновательную составляющую, сколько на визуальную. Например, вместо популярного в то время шутера Counter-Strike 1.6. на турнире присутствовал его преемник, с более современной графикой, Counter-Strike: Source. Остальные игры выделялись своей динамичностью, зрелищностью и относительно недолгой длительностью матчей.

## Система очков
Очки распределялись по следующей системе:
- DOA 4: одно очко за каждый выигранный раунд, независимо от конечного результата; это соревнования проводится по системе Best of 9 (для победы необходимо выиграть пять раундов)
- Forza Motorsport 2: команды получают четыре очка за выигрыш гонки, два очка за второе место, и одно очко за третье.
- FIFA: геймеры участвуют в восьмиминутной мини-игре. Каждый гол засчитывается как одно очко в рамках матча. Если игра завершается вничью, пенальти определяет победителя, и каждый гол также засчитывается как очко в общий зачёт команд команд.
- Counter-Strike: это соревнование состоит из 18 раундов. Все очки идут в конечный зачет команды: одно очко за выигрыш раунда. Если обе команды набрали одинаковое количество очков после 18 туров, играется раунд по правилу мгновенной смерти.

Никаких бонусных балов за победу команды в соревновании не предусмотрено.

## Трансляции
Все североамериканские матчи, и матчи чемпионата мира состоялась в аэропорту Barker Hangar в Санта-Монике, штат Калифорния. Билеты были бесплатными и распространялись компанией Jam Packed Entartainment.
Комментаторами на эфирах DirecTV в 2008 году были Пол ReDeYe Челонер , Маркус «djWHEAT» Грэхэм, Джонатан «fatal1ty» Уэндел, и Эндрю Сицилиано. Ведущим был Stryker, диджей радиостанции KROQ-FM в Лос-Анджелесе.
В 2008 году турнир показывался на телеканале G4, в субботнем сборнике хайлайтов, в дополнение к прямой трансляции от DirecTV.

## Регионы
|          | Название              | Местоположение                                          |
| -------- | --------------------- | ------------------------------------------------------- |
| Регион 1 | Северная Америка      | Соединённые Штаты, Канада                               |
| Регион 2 | Латинская Америка     | Мексика, Карибы, Центральная Америка, Южная Америка     |
| Регион 3 | Европа                | Европа                                                  |
| Регион 4 | Африка/Ближний Восток | Ближнем Востоке, Африке, Южной Азии, Юго-Восточной Азии |
| Регион 5 | Азии                  | Китай, Восточная Азия                                   |
| Регион 6 | Австралия             | Австралия, Океания                                      |

## Франшизы

### Регион 1
| Название               | Местоположение             | Менеджер                    | Дебют |
| ---------------------- | -------------------------- | --------------------------- | ----- |
| Carolina Core          | Шарлотт, Северная Каролина | Марк Долвин                 | 2007  |
| Chicago Chimera        | Чикаго, Иллинойс           | Брайан «DKT» Флендер        | 2007  |
| Dallas Venom           | Даллас, Техас              | Алекс «JaX» Конрой          | 2007  |
| Los Angeles Complexity | Лос-Анджелес, Калифорния   | Джейсон «1» Лейк            | 2007  |
| New York 3D            | Нью-Йорк, Нью-Йорк         | Дейв Джеффон                | 2007  |
| San Francisco Optx     | Сан-Франциско, Калифорния  | Кейтлин «katscratch» Хантер | 2007  |

### Регион 2
| Название          | Местоположение           | Менеджер                    | Дебют |
| ----------------- | ------------------------ | --------------------------- | ----- |
| Mexico City Furia | Мехико, Мексика          | Августо «NoobZaibot» Запата | 2007  |
| Rio Sinistro      | Рио-де-Жанейро, Бразилия | Пауло «pvell» Веллозо       | 2007  |

### Регион 3
| Название           | Местоположение            | Менеджер                  | Дебют |
| ------------------ | ------------------------- | ------------------------- | ----- |
| Berlin Allianz     | Берлин, Германия          | Йонас «bESEL» Викан       | 2007  |
| Birmingham Salvo   | Бирмингем, Великобритания | Михаэль «ODEE» О’Делл     | 2007  |
| London Mint        | Лондон, Великобритания    | Бен Вудворд               | 2007  |
| Stockholm Magnetik | Стокгольм, Швеция         | Эмиль «HeatoN» Кристенсен | 2007  |

### Регион 4
| Название     | Местоположение | Менеджер      | Дебют |
| ------------ | -------------- | ------------- | ----- |
| Dubai Mirage | Дубай, ОАЭ     | Шариф Ибрагим | 2008  |

### Регион 5
| Название            | Местоположение         | Менеджер                | Дебют |
| ------------------- | ---------------------- | ----------------------- | ----- |
| Wuhan Dragon        | Ухань, Китай           | Кхао Ма                 | 2007  |
| Singapore Sword     | Сингапур               | Стивен Йонг (временный) | 2007  |
| Seoul Jinhwa        | Сеул, Южная Корея      | Ким «Crystal» Сунг Юм   | 2007  |
| Kuala Lumpur Taufan | Куала-Лумпур, Малайзия | Мохд Ирман Навави       | 2008  |

### Регион 6
| Название           | Местоположение    | Менеджер         | Дебют |
| ------------------ | ----------------- | ---------------- | ----- |
| Sydney Underground | Сидней, Австралия | Бен «Racs» Томас | 2007  |